# Lista monumentelor ocrotite de stat din raionul Telenești
Lista monumentelor din raionul Telenești cuprinde monumentele patrimoniului cultural din raionul Telenești înscrise în Registrul monumentelor Republicii Moldova ocrotite de stat.
Registrul monumentelor Republicii Moldova ocrotite de stat a fost aprobat prin Hotărârea Parlamentului nr. 1531-XII împreună cu Legea nr. 1530-XII privind ocrotirea monumentelor RM din 22 iunie 1993. În Monitorul Oficial nr. 1 din 1994 a fost publicată doar Legea, fără a include însă și Registrul, care a fost publicat mult mai târziu, la 2 februarie 2010. A nu se confunda cu Registrul arheologic național sau cel al monumentelor de for public, care sunt liste diferite ce vizează doar anumite compartimente ale patrimoniului cultural, întocmite în baza unor legi separate.
Lista completă este menținută și actualizată periodic de către Ministerul Culturii din Republica Moldova, dar înainte ca modificările să intre în vigoare acestea trebuie să fie aprobate de către Parlament. Această listă este menită să cuprindă și actualizările ulterioare.
| Nr.  | Localizare                                                                  | Denumire                                                                                     | Datare                  | Tip   | Însemnătate | Imagine                 | Erori             |
| ---- | --------------------------------------------------------------------------- | -------------------------------------------------------------------------------------------- | ----------------------- | ----- | ----------- | ----------------------- | ----------------- |
| 1448 | Telenești                                                                   | Biserica „Adormirea Maicii Domnului”                                                         | 1903                    | At    | N           | Încarcă foto            | Raportează eroare |
| 1449 | Telenești 47°30′05″N 28°21′36″E / 47.501344964951°N 28.360116269661°E       | Biserica „Sf. Ilie”                                                                          | 1842                    | At    | N           | Încarcă foto            | Raportează eroare |
| 1451 | Telenești 47°30′03″N 28°21′41″E / 47.500932296416°N 28.361433778769°E       | Monument la mormântul comun al ostașilor căzuți (726) în 1944                                |                         | Is    | N           | Încarcă foto            | Raportează eroare |
| 1453 | Bănești 47°34′19″N 28°22′35″E / 47.572033712965°N 28.37632371171°E          | Biserica „Adormirea Maicii Domnului”                                                         | 1816                    | At    | N           | Încarcă foto            | Raportează eroare |
| 1455 | Bogzești                                                                    | Biserica de lemn „Adormirea Maicii Domnului”                                                 | 1780                    | At    | N           | Încarcă foto            | Raportează eroare |
| 1457 | Băneștii Noi                                                                | Biserica „Acoperământul Maicii Domnului”                                                     | 1877                    | At    | N           | Încarcă foto            | Raportează eroare |
| 1458 | Băneștii Noi                                                                | Monument la mormântul ostașului căzut în 1944 și în memoria consătenilor căzuți în 1941-1945 |                         | Is    | N           | Încarcă foto            | Raportează eroare |
| 1465 | Brînzenii Vechi 47°39′25″N 28°28′24″E / 47.657027°N 28.47324°E              | Biserica „Acoperământul Maicii Domnului”                                                     | 1872                    | At    | N           | galerie \| Încarcă foto | Raportează eroare |
| 1466 | Brînzenii Vechi 47°40′28″N 28°29′03″E / 47.674488°N 28.484246°E             | Stația electrică cu baraj                                                                    | anii 1950               | Is    | N           | galerie \| Încarcă foto | Raportează eroare |
| 1470 | Căzănești 47°36′52″N 28°28′15″E / 47.614387183516°N 28.470897850984°E       | Biserica „Sf. Gheorghe”                                                                      | 1852                    | At    | N           | galerie \| Încarcă foto | Raportează eroare |
| 1471 | Căzănești 47°37′26″N 28°28′21″E / 47.623820969984°N 28.47260693355°E        | Castel de apă                                                                                | sf. sec. XIX            | At    | N           | galerie \| Încarcă foto | Raportează eroare |
| 1472 | Căzănești                                                                   | Monument comemorativ de război (1941-1945)                                                   |                         | Is    | N           | Încarcă foto            | Raportează eroare |
| 1473 | Căzănești 47°37′03″N 28°27′49″E / 47.617364016464°N 28.463537483629°E       | Stația electrică cu baraj                                                                    | anii 1950               | At    | N           | galerie \| Încarcă foto | Raportează eroare |
| 1476 | Chiștelnița 47°34′18″N 28°39′54″E / 47.57166°N 28.664915°E                  | Biserica „Sf. Nicolae”                                                                       | 1818                    | At    | N           | galerie \| Încarcă foto | Raportează eroare |
| 1477 | Chiștelnița 47°34′07″N 28°39′25″E / 47.568646750012°N 28.656856376312°E     | Monument în memoria consătenilor căzuți în război (1941-1945)                                |                         | Is    | N           | Încarcă foto            | Raportează eroare |
| 1479 | Chițcanii Vechi 47°35′42″N 28°29′58″E / 47.594961104793°N 28.499534759452°E | Biserica „Sf. Gheorghe”                                                                      | 1854                    | At    | N           | galerie \| Încarcă foto | Raportează eroare |
| 1480 | Chițcanii Vechi                                                             | Monument în memoria consătenilor căzuți în război (1941-1945)                                |                         | Is    | N           | Încarcă foto            | Raportează eroare |
| 1483 | Ciofu                                                                       | Biserica                                                                                     | anii 1930               | At    | N           | Încarcă foto            | Raportează eroare |
| 1488 | Cîșla 47°29′37″N 28°13′30″E / 47.493644312235°N 28.224928339508°E           | Biserica                                                                                     | anii 1930               | At    | N           | Încarcă foto            | Raportează eroare |
| 1490 | Codru                                                                       | Biserica de lemn „Înălțarea Sf. Cruci”                                                       | sf. sec. XVIII          | At    | N           | Încarcă foto            | Raportează eroare |
| 1493 | Cozești 47°34′00″N 28°10′41″E / 47.566742233256°N 28.178025349638°E         | Biserica „Sf. Arhanghel Mihail”                                                              | mijl. sec. XIX          | At    | N           | Încarcă foto            | Raportează eroare |
| 1494 | Cozești                                                                     | Monument în memoria consătenilor căzuți în război (1941-1945)                                |                         | Is    | N           | Încarcă foto            | Raportează eroare |
| 1496 | Crăsnășeni 47°25′51″N 28°24′01″E / 47.430829130522°N 28.400274769643°E      | Biserica „Nașterea Maicii Domnului”                                                          | 1893                    | At    | N           | Încarcă foto            | Raportează eroare |
| 1497 | Cucioaia                                                                    | Clădirea fostei bănci agricole                                                               | înc. sec. XIX           | Is At | N           | Încarcă foto            | Raportează eroare |
| 1499 | Ghermănești 47°26′22″N 28°30′50″E / 47.439538755508°N 28.513983461002°E     | Biserica „Intrarea în templu a Maicii Domnului”                                              | 1913                    | At    | N           | Încarcă foto            | Raportează eroare |
| 1502 | Ghiliceni 47°28′39″N 28°12′17″E / 47.477406990329°N 28.204817779459°E       | Biserica „Sf. Constantin și Elena”                                                           | sec. XIX                | At    | N           | Încarcă foto            | Raportează eroare |
| 1503 | Ghiliceni                                                                   | Monument la mormântul comun al ostașilor căzuți în 1944                                      |                         | Is    | N           | Încarcă foto            | Raportează eroare |
| 1505 | Hirișeni 47°26′05″N 28°17′08″E / 47.434756806133°N 28.285543482535°E        | Biserica „Sf. Arhangheli Mihail și Gavriil”                                                  | 1830                    | At    | N           | galerie \| Încarcă foto | Raportează eroare |
| 1507 | Inești 47°30′07″N 28°23′54″E / 47.501891067983°N 28.398201110468°E          | Biserica „Sf. Arhanghel Mihail”                                                              | 1911                    | At    | N           | galerie \| Încarcă foto | Raportează eroare |
| 1509 | Leușeni 47°28′55″N 28°25′37″E / 47.481912507349°N 28.426916071213°E         | Biserica „Sf. Arhanghel Mihail”                                                              | 1880                    | At    | N           | galerie \| Încarcă foto | Raportează eroare |
| 1511 | Mihălașa 47°29′40″N 28°20′33″E / 47.49445084386°N 28.342436307481°E         | Biserica „Adormirea Maicii Domnului”                                                         | sec. XIX                | At    | N           | Încarcă foto            | Raportează eroare |
| 1515 | Mîndrești                                                                   | Așezare                                                                                      | epoca bronzului         | Ah    | N           | Încarcă foto            | Raportează eroare |
| 1525 | Mîndrești 47°30′00″N 28°16′48″E / 47.500055437671°N 28.280046617742°E       | Biserica „Adormirea Maicii Domnului”                                                         | 1870                    | At    | N           | galerie \| Încarcă foto | Raportează eroare |
| 1526 | Mîndrești 47°30′32″N 28°16′22″E / 47.508994838149°N 28.272890501864°E       | Monument în memoria consătenilor căzuți în 1944                                              |                         | Is    | N           | Încarcă foto            | Raportează eroare |
| 1527 | Mîndrești                                                                   | Monument la mormântul comun al ostașilor căzuți (21) în 1944                                 |                         | Is    | N           | Încarcă foto            | Raportează eroare |
| 1528 | Mîndrești                                                                   | Monument la mormântul ostașului căzut în 1944                                                |                         | Is    | N           | Încarcă foto            | Raportează eroare |
| 1534 | Negureni 47°36′09″N 28°30′10″E / 47.602491712041°N 28.502854373486°E        | Biserica „Sf. Arhanghel Gavriil”                                                             | sec. XIX                | At    | N           | galerie \| Încarcă foto | Raportează eroare |
| 1535 | Negureni 47°36′04″N 28°30′40″E / 47.601139847571°N 28.511082423344°E        | Monument în memoria consătenilor căzuți în 1941-1945. La cimitir                             |                         | Is    | N           | galerie \| Încarcă foto | Raportează eroare |
| 1538 | Ordășei 47°41′03″N 28°29′32″E / 47.684277°N 28.492251°E                     | Biserica „Sf. Nicolae”                                                                       | 1831                    | At    | N           | galerie \| Încarcă foto | Raportează eroare |
| 1539 | Ordășei                                                                     | Monument în memoria consătenilor căzuți în 1941-1945                                         | 1975                    | Is    | N           | Încarcă foto            | Raportează eroare |
| 1541 | Pistruieni                                                                  | Monument în memoria consătenilor căzuți în 1941-1945                                         |                         | Is    | N           | Încarcă foto            | Raportează eroare |
| 1542 | Pistruieni 47°41′29″N 28°29′16″E / 47.69136959418°N 28.487737687932°E       | Mormântul lui A. I. Ghidinski căzut în 1944                                                  |                         | Is    | N           | galerie \| Încarcă foto | Raportează eroare |
| 1546 | Sărătenii Vechi 47°31′27″N 28°33′12″E / 47.524229022155°N 28.553305538296°E | Biserica „Sf. Arhanghel Mihail”                                                              | 1882                    | At    | N           | galerie \| Încarcă foto | Raportează eroare |
| 1547 | Sărătenii Vechi                                                             | Casa în care s-a născut medicul Nicolae Anestiadi                                            |                         | Is    | N           | Încarcă foto            | Raportează eroare |
| 1548 | Sărătenii Vechi 47°31′27″N 28°33′11″E / 47.524181727128°N 28.553123892494°E | Monument în memoria consătenilor căzuți în 1941-1945                                         |                         | Is    | N           | galerie \| Încarcă foto | Raportează eroare |
| 1550 | Scorțeni 47°38′21″N 28°38′44″E / 47.639196624794°N 28.645678461451°E        | Biserica „Sf. Arhanghel Mihail”                                                              | 1922                    | At    | N           | galerie \| Încarcă foto | Raportează eroare |
| 1551 | Scorțeni                                                                    | Monument în memoria consătenilor căzuți în 1914-1918                                         |                         | Is    | N           | Încarcă foto            | Raportează eroare |
| 1553 | Suhuluceni 47°28′02″N 28°31′00″E / 47.467345606351°N 28.516658504702°E      | Biserica „Sf. Arhanghel Mihail”                                                              | 1922                    | At    | N           | Încarcă foto            | Raportează eroare |
| 1554 | Tîrșiței 47°41′48″N 28°34′18″E / 47.696736353856°N 28.571737027786°E        | Biserica „Adormirea Maicii Domnului”                                                         | sec. XIX – înc. sec. XX | At    | N           | Încarcă foto            | Raportează eroare |
| 1555 | Tîrșiței                                                                    | Monument în memoria consătenilor căzuți în 1941-1945                                         |                         | At    | N           | Încarcă foto            | Raportează eroare |
| 1557 | Țînțăreni 47°34′12″N 28°33′47″E / 47.570129165306°N 28.562970329297°E       | Biserica „Adormirea Maicii Domnului”                                                         | 1817                    | At    | N           | galerie \| Încarcă foto | Raportează eroare |
| 1558 | Țînțăreni                                                                   | Monument în memoria consătenilor căzuți în 1941-1945                                         |                         | Is    | N           | Încarcă foto            | Raportează eroare |
| 1560 | Vadul-Leca 47°37′28″N 28°28′01″E / 47.624307661483°N 28.466842709455°E      | Biserica „Sf. Nicolae”                                                                       | 1922                    | At    | N           | galerie \| Încarcă foto | Raportează eroare |
| 1562 | Văsieni 47°27′44″N 28°26′28″E / 47.462291264155°N 28.441139428734°E         | Biserica „Adormirea Maicii Domnului” cu troița                                               | 1853                    | At    | N           | galerie \| Încarcă foto | Raportează eroare |
| 1563 | Verejeni 47°32′00″N 28°28′02″E / 47.533296145769°N 28.467193103751°E        | Biserica „Sf. Gheorghe”                                                                      | 1907                    | At    | N           | Încarcă foto            | Raportează eroare |
| 1566 | Zăicani 47°31′22″N 28°30′16″E / 47.522677880805°N 28.504553164607°E         | Biserica „Sf. Nicolae”                                                                       | 1822                    | At    | N           | Încarcă foto            | Raportează eroare |
| 1571 | Zgărdești 47°31′47″N 28°11′44″E / 47.529766132716°N 28.19565890465°E        | Biserica „Adormirea Maicii Domnului”                                                         | 1896                    | At    | N           | Încarcă foto            | Raportează eroare |